# Ramón Ernesto Cruz
Ramón Ernesto Cruz Uclés (4 de janeiro de 1903 – 6 de agosto de 1985) foi um diplomata e político de Honduras, tendo sido Presidente de Honduras de 7 de junho de 1971 a 4 de dezembro de 1972.
Ramón Cruz nasceu em San Juan de Flores. Estudou na Cidade da Guatemala tendo completado o curso de Ciências e Letras. Estudou depois na Universidade Autónoma Nacional de Honduras (Universidad Nacional Autonoma de Honduras) em 1928.
Foi embaixador em El Salvador de 1946 a 1948.
Foi membro do Supremo Tribunal de Honduras de 1949 a 1964, e membro do Tribunal Internacional de Justiça em Haia.
Era membro do Partido Nacional de Honduras (PN) e candidato a presidente em 1963, mas o poder seria dado ao general Oswaldo López. Porém, López permitiu eleições em in abril de 1971, tendo estas sido ganhas por Cruz. Serviu 18 meses e foi retirado do poder por um golpe militar liderado por López.
Ramón Ernesto Cruz morreu em 6 de agosto de 1985 em Tegucigalpa.